# フル・インパクト・プロ
フル・インパクト・プロレスリング（Full Impact Pro-Wrestling、略称：FIP）は、アメリカ合衆国のプロレス団体。

## 歴史
2003年、設立して旗揚げ戦を開催。
2009年までROHの姉妹団体だった。興行はビデオ・オン・デマンドとして収録されてDVD化もされていた。EVOLVE、シャイン・レスリング、日本のDRAGONGATE USAとワールド・レスリング・ネットワークを構築していた。
2011年、活動休止。
2013年2月1日、フロリダ州で定期興行開催して活動再開。
2014年1月25日、フルHDインターネットPPVを開始。

## タイトル
- FIP世界ヘビー級王座
- FIPタッグ王座
- FIPフロリダ・ヘリテイジ王座

## トリプルクラウン
FIPでは前述の3タイトルを保持するとトリプルクラウンと呼ばれている。
歴代達成者
- エリック・スティーブンス（2008年12月20日）
- ジョン・デービス（2017年4月2日）

## 参戦選手
- ザ・マッジ・アマシス
- ダーティー・ホワイト・ボーイ
- トレント・バレッタ
- ハーレム・ブラバド
- ランス・ブラバド
- ケネス・キャメロン
- マックスウェル・シカゴ
- エディ・クルーズ
- ラリー・ダラス（ザ・シーンのマネージャー）
- ジョン・デービス
- リンス・ドラド
- ラティン・ドラゴン
- ARフォックス
- ジョナサン・グリシャム
- コーリー・ホリス
- ホミサイド
- アーロン・エピック
- シュガー・ダンカートン
- ケイレブ・コンリー
- レヴァ・ベイツ
- トリーナ・マイケルズ
- MSL
- ウーハー・ネイション
- チェイスン・ランス
- スコット・リード
- ジェイ・リオス
- ケネディ・ケンドリック
- デレク・ライズ
- デビッド・スター
- シェーン・ストリックランド
- トミー・テイラー
- ジョニー・ヴァンダル
- ミア・イム